# Luciano De Cecco
Luciano De Cecco (Santa Fe, 2 giugno 1988) è un pallavolista argentino, palleggiatore del Norwid Częstochowa.

## Carriera

### Club
La carriera di Luciano De Cecco inizia nel Gimnasia y Esgrima, club della sua città natale. Nel 2004 entra a far parte delle giovanili del Bolívar, club che lo cede in prestito nella stagione 2005-06 all'Azul, con il quale gioca per la prima volta da professionista, esordendo nella Liga A1 de Vóley. Nella stagione seguente rientra al club di San Carlos de Bolívar, conquistando la Coppa ACLAV e lo scudetto.
Per il campionato 2006-07 viene ingaggiato per la prima volta all'estero dalla Gabeca, club impegnato nella Serie A1 italiana, dove resta solo per qualche mese, prima di essere ceduto in prestito in patria per il resto dell'annata al Belgrano. Nel campionato seguente gioca nella Serie A2 italiana con la Top Volley Latina, col quale vince la Coppa Italia di categoria e ottiene la promozione in massima serie.
Si accasa in Russia nella stagione 2009-10, difendendo i colori della Dinamo-Jantar, in Superliga, facendo quindi ritorno al Bolívar nella stagione seguente, aggiudicandosi il campionato sudamericano per club, in cui viene premiato come miglior giocatore e miglior palleggiatore, e disputando il campionato mondiale per club, dove riceve un altro premio come miglior palleggiatore.
Nel campionato 2011-12 torna nella massima divisione italiana, ancora con la Gabeca, che lascia nel campionato seguente per accasarsi al Piacenza, dove milita per un biennio e con cui vince la Challenge Cup 2012-13, venendo premiato anche come MVP, e la Coppa Italia 2013-14. Nella stagione 2014-15 si trasferisce alla Sir Safety Perugia, nella quale milita per sei annate, durante le quali ne diventa anche capitano: col club umbro si aggiudica due Supercoppe italiane, due Coppe Italia e lo scudetto 2017-18.
Nel campionato 2020-21 viene ingaggiato dalla Lube, ancora in Superlega, conquistando nel corso di un quadriennio una Coppa Italia e due scudetti, mentre nell'annata 2024-25 si trasferisce al Modena, ancora nella massima divisione italiana; in questo periodo, precisamente nel 2023 e nel 2025, indossa brevemente la maglia del Ferro Carril Oeste, disimpegnandosi nel Torneo Metropolitano.
Nella stagione 2025-26 è di scena in Polska Liga Siatkówki, ingaggiato dal Norwid Częstochowa.

### Nazionale
Convocato nelle nazioni giovanili argentine, con l'under 19 vince l'argento al campionato sudamericano 2004 e si classifica al quarto posto al campionato mondiale 2005, mentre con l'under 21 è vince l'argento al campionato sudamericano 2006 ed è quinto al campionato mondiale 2007.
Nel 2006 viene convocato per la prima volta in nazionale maggiore, con la quale conquista quattro medaglie d'argento consecutive al campionato sudamericano, nelle edizioni 2007, 2009, 2011 e 2013, impreziosite da diversi riconoscimenti individuali; partecipa, inoltre, ai Giochi della XXX Olimpiade.
In seguito conquista la medaglia d'oro sia ai XVII Giochi panamericani, venendo premiato anche come miglior palleggiatore, sia alla Coppa panamericana 2017, oltre al bronzo al campionato sudamericano 2017; in questo periodo, inoltre, partecipa ai Giochi della XXXI Olimpiade.
Nel 2021 conquista la medaglia di bronzo ai Giochi della XXXII Olimpiade di Tokyo, dove viene premiato come miglior palleggiatore, mentre nel 2023 si aggiudica la medaglia d'oro al campionato continentale, dov'è premiato come miglior palleggiatore.

## Palmarès

### Club
- Campionato argentino: 1

2006-07
- Campionato italiano: 3

2017-18, 2020-21, 2021-22
- Coppa ACLAV: 1

2006
- Coppa Italia: 4

2013-14, 2017-18, 2018-19, 2020-21
- Supercoppa italiana: 2

2017, 2019
- Coppa Italia di Serie A2: 1

2008-09
- Campionato sudamericano per club: 1

2010
- Challenge Cup: 1

2012-13

### Nazionale
- Giochi panamericani 2015
- Coppa panamericana 2017

### Premi individuali
- 2009 - Campionato sudamericano: Miglior palleggiatore
- 2010 - Campionato sudamericano per club: MVP
- 2010 - Campionato sudamericano per club: Miglior palleggiatore
- 2010 - Coppa del Mondo per club: Miglior palleggiatore
- 2011 - World League: Miglior palleggiatore
- 2011 - Campionato sudamericano: Miglior palleggiatore
- 2011 - Coppa del Mondo: Miglior palleggiatore
- 2013 - Challenge Cup: MVP
- 2015 - Giochi panamericani: Miglior palleggiatore
- 2015 - Qualificazioni sudamericane ai Giochi della XXXI Olimpiade: Miglior palleggiatore
- 2017 - Champions League: Miglior palleggiatore
- 2021 - Giochi della XXXII Olimpiade: Miglior palleggiatore
- 2023 - Campionato sudamericano: Miglior palleggiatore